# Marcinowice (województwo małopolskie)
Marcinowice – wieś w Polsce, położona w województwie małopolskim, w powiecie miechowskim, w gminie Kozłów.
| SIMC    | Nazwa             | Rodzaj    |
| ------- | ----------------- | --------- |
| 0245322 | Kolonia Podleśna  | część wsi |
| 0245339 | Kolonia Podworska | część wsi |
| 0245345 | Piekło            | część wsi |
| 0245351 | Podmstyczów       | część wsi |
| 0245368 | Za Górą           | część wsi |

W latach 1954–1959 wieś należała i była siedzibą władz gromady Marcinowice, po jej zniesieniu w gromadzie Kozłów. W latach 1975–1998 miejscowość administracyjnie należała do województwa kieleckiego.